# Осада Данцига (1655–1660)
Осада Данцига произошла между 1655 и 1660 годами, когда шведские войска пытались захватить этот портовый город Балтийского моря принадлежавший Речи Посполитой во время Второй Северной войны. После 5 лет боев вокруг Данцига (Гданьск) шведские войска, которые мало что смогли сделали, сдались.

## Хронология
- 1655
  - Военно-морские силы Швеции заблокировали гавань Данцига — торговля была приостановлена.
  - Сухопутные войска Швеции захватывают крепость Данцигер Хаупт — очень важные водные ворота на реке Висла
- В июле 1656 года Голландские военно-морские силы прибывают в Гданьскую бухту и освобождают гавань Данцига от шведской блокировки.
- В сентябре, 1656 — договор Эльбинга : осада снята из-за голландской интервенции.
- 26 октября 1659 — поляки разгромили шведов в стычке под Данцигером Хауптом.
- 22 декабря 1659 — капитулировал шведский гарнизон крепости Данцигер Хаупт.
- В мае 1660 года — Оливский договор был подписан. Конец войны.

Данциг все это время был непобежденным и оставался верным Речи Посполитой .

## Рекомендации
- http://www.zum.de/whkmla/region/eceurope/danzig15571660.html Архивная копия от 3 ноября 2019 на Wayback Machine

## Дальнейшее чтение
- «Dzieje Gdańska», Эдмунд Цеслак, Чеслав Бернат. Wydawnictwo Morskie Gdańsk(Гданьский морской издательский дом), 1969